# Jórgosz Papaszidérisz
Jórgosz Papaszidérisz (görögül Γιώργος Παπασιδέρης) (Görögország, Koropi, 1875 – 1920) olimpiai bronzérmes görög súlylökő, diszkoszvető, súlyemelő.
A legelső újkori nyári olimpián, az 1896. évi nyári olimpiai játékokon, Athénban indult atlétikában, kettő versenyszámban: a súlylökésben. 10,36 méteres eredményével bronzérmes lett. diszkoszvetésben nem maradt fenn adat a dobásairól és érmet sem nyert.
Súlyemelésben is elindult, a kétkaros súlyemelésben. 90 kg-os eredményével a 4. lett.